# Śmigłowcowe Mistrzostwa Świata
Śmigłowcowe Mistrzostwa Świata (Ang.World Helicopter Championship) organizowane są pod auspicjami Międzynarodowej Federacji Lotniczej (FAI).
Organizację zawodów poszczególnym krajom przyznaje komisja wiropłatowa CIG (Commission Internationale de Giraviation) FAI. Ponieważ sport śmigłowcowy nie jest obecnie sportem olimpijskim, mistrzostwa świata FAI są najwyższym szczeblem współzawodnictwa w tym sporcie. Zawody mają charakter „czystego” współzawodnictwa załóg śmigłowców. Zawodnicy startują na mistrzostwach na różnych typach śmigłowców, najczęściej były to PZL SM-2, Mi-1, Mi-2, Bölkow Bo 105, Aérospatiale Alouette II, Aérospatiale Gazelle, McDonnell Douglas MD-500, Bell UH-1 Iroquois, Jet Ranger a w ostatnich latach także Robinson R44. Podczas zawodów załoga śmigłowca składa się z dwóch osób, pilot śmigłowca i operator-obserwator.

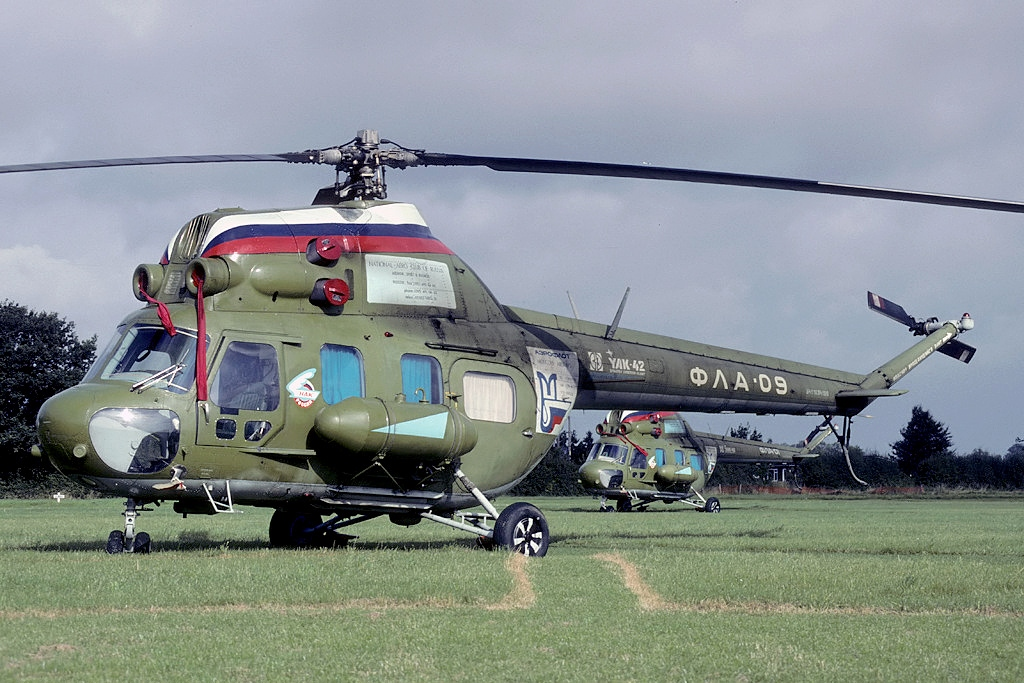
Mi-2 zwycięskiej załogi rosyjskiej Śmigłowcowych Mistrzostw Świata z 1992 roku

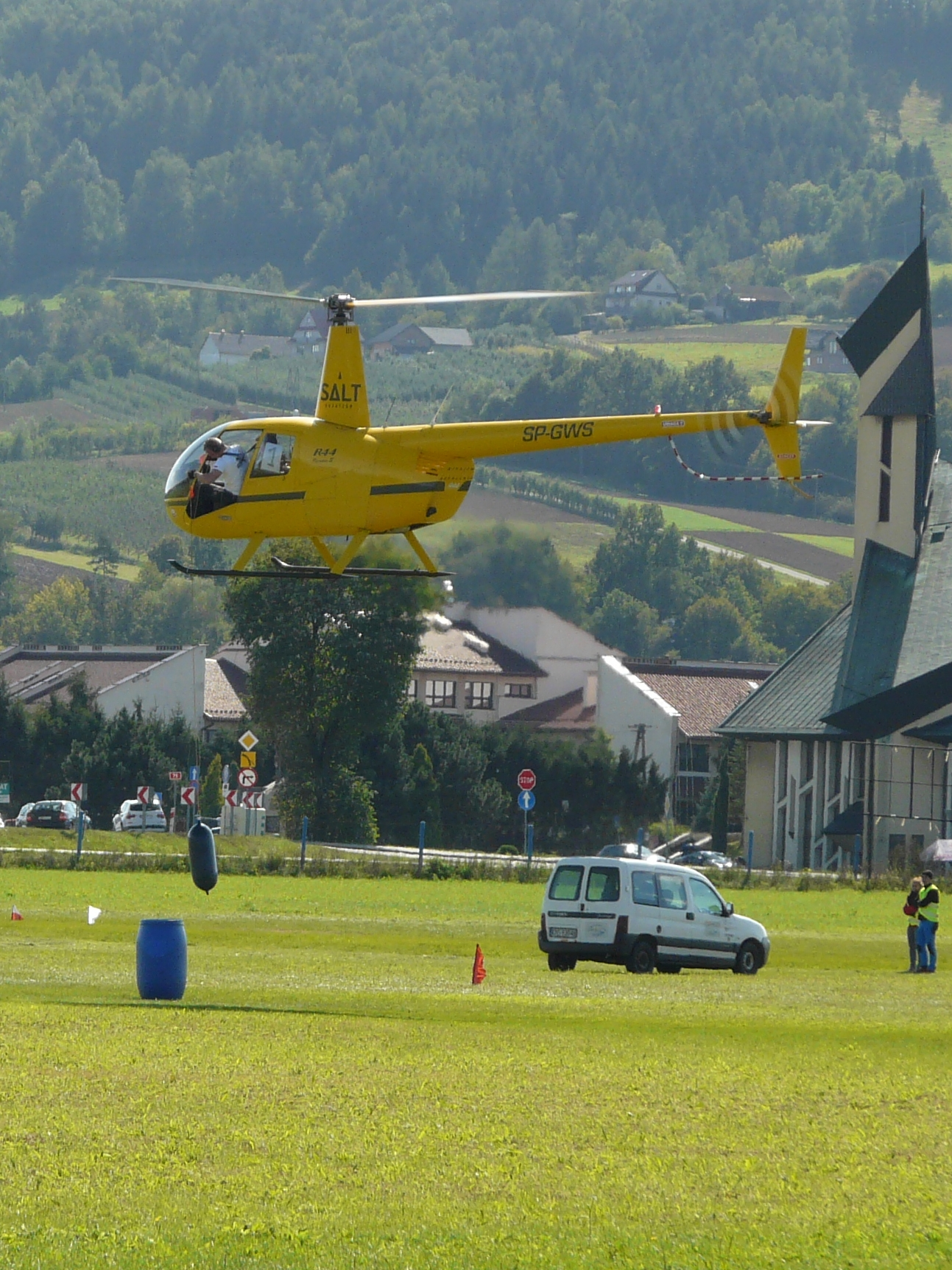
Zawody śmigłowcowe, jedna z konkurencji fender rigging.

## Historia
Po raz pierwszy mistrzostwa odbyły się w 1971 roku w Niemczech. FAI przyznała organizację Śmigłowcowych Mistrzostw Świata Polsce dwukrotnie, po raz pierwszy w 1981 roku, a po raz drugi w 2015. Mistrzostwa w Polsce odbyły się pod patronatem FAI oraz Aeroklubu Polskiego.
Polak Ryszard Witkowski był członkiem międzynarodowego jury podczas kilku Śmigłowcowych Mistrzostw Świata.
| Edycja | Rok                                 | Miasto               | Państwo           |
| ------ | ----------------------------------- | -------------------- | ----------------- |
| 1.     | Śmigłowcowe Mistrzostwa Świata 1971 | Bückeburg            | RFN               |
| 2.     | Śmigłowcowe Mistrzostwa Świata 1973 | Middle Wallop        | Wielka Brytania   |
| 3.     | Śmigłowcowe Mistrzostwa Świata 1978 | Witebsk              | ZSRR              |
| 4.     | Śmigłowcowe Mistrzostwa Świata 1981 | Piotrków Trybunalski | Polska            |
| 5.     | Śmigłowcowe Mistrzostwa Świata 1986 | Castle Ashby         | Wielka Brytania   |
| 6.     | Śmigłowcowe Mistrzostwa Świata 1989 | Chantilly            | Francja           |
| 7.     | Śmigłowcowe Mistrzostwa Świata 1992 | Londyn               | Wielka Brytania   |
| 8.     | Śmigłowcowe Mistrzostwa Świata 1994 | Moskwa               | Rosja             |
| 9.     | Śmigłowcowe Mistrzostwa Świata 1996 | Salem                | Stany Zjednoczone |
| 10.    | Śmigłowcowe Mistrzostwa Świata 1999 | Nördlingen           | Niemcy            |
| 11.    | Śmigłowcowe Mistrzostwa Świata 2002 | Aigen                | Austria           |
| 12.    | Śmigłowcowe Mistrzostwa Świata 2005 | Rouen                | Francja           |
| 13.    | Śmigłowcowe Mistrzostwa Świata 2008 | Eisenach-Kindel      | Niemcy            |
| 14.    | Śmigłowcowe Mistrzostwa Świata 2012 | Drakino              | Rosja             |
| 15.    | Śmigłowcowe Mistrzostwa Świata 2015 | Zielona Góra         | Polska            |
| 16.    | Śmigłowcowe Mistrzostwa Świata 2018 | Mińsk                | Białoruś          |

## Konkurencje
- Nawigacja – przelot nawigacyjny tylko z użyciem mapy (zakaz używania nawigacji GPS, telefonu komórkowego, radiotelefonu) po dowolnej trasie z obowiązkowymi punktami zwrotnymi. Obowiązkowe zadania: odszukanie i zaznaczenie na mapie w wyznaczonej strefie 10 ukrytych punktów na ziemi, zrzut w czasie lotu (szybkość min 30 km/h, wysokości lotu min 10 m) do celu o średnicy 5 m dwóch worków o masie 1 kg, umieszczenie w dachu w 40 cm otworze kręgla na 7-metrowej linie, wylądowanie w strefie lądowania oraz oddanie wypełnionej mapy i podpisanego arkusza zawodów.
- Latanie precyzyjne – lot śmigłowcem po określonym torze o długości 200 m i manewry śmigłowcem ze zwrotami śmigłowca w miejscu o 360° i 90° z utrzymaniem stałej wysokości od 2 do 3m, na zakończenie lotu precyzyjne lądowanie w określonym punkcie z jednokrotnym podejściem.
- Freestyle – akrobacja oraz wykonywane manewry śmigłowcem w zachowaniem bezpieczeństwa i dozwolone dla danego typu śmigłowca.
- Slalom – start z pustym pojemnikiem na wodę umocowanym na końcu trzymetrowej liny trzymanej przez operatora wychylonego przez drzwi na śmigłowcu, następnie załoga musi nabrać wodę do pojemnika z beczki z wydłużeniem liny do 5 m (pilot zwiększa wysokość), przelot z manewrami śmigłowcem z pojemnikiem wypełnionym wodą pomiędzy dziesięcioma bramkami (bramki o szerokości 1 m) w odpowiedniej kolejności, wydłużenie liny do 11 m w czasie lotu i umieszczenie pojemnika na blacie stołu o powierzchni 1 m². Czas wykonania zadania to 3 min 20 sekund, za utratę wody odejmowane są punkty karne.
- Wyścig – podobna konkurencja do poprzedniej z tym, że przelot odbywa się slalomem pomiędzy sześcioma bramkami z odbijaczem zawieszonym na linie, a na zakończenie umieszczenie odbijacza w beczce. Wygrywa załoga, która najszybciej ukończy konkurencje i zaliczy najwięcej bramek. Konkurencja ta nie jest zaliczana do klasyfikacji ogólnej.
- Fender rigging – start pionowy z operatorem na siedzeniu obok pilota z odbijaczem podwieszonym na linie o długości 4 m, przelot z odbijaczem pomiędzy słupkami bramki umieszczenie odbijacza w beczce, wyciągnięcie z beczki z wydłużeniem liny do 6 m, następnie powtórzenie operacji umieszczenia odbijacza w następnej beczce z wydłużeniem liny do 8 m i na koniec umieszczenie odbijacza w beczce, odpięcie liny i opuszczenie liny przez operatora na śmigłowcu. Konkurencja o limitowanym czasie 50 sekund. Punkty karne doliczane są za dotknięcie beczki z zewnętrznej strony, przekroczenie limitu czasu, ominięcie bramki, nieodpowiednią długość liny, złą kolejność zaliczenia beczek.